# Anita Gara
Anita Gara (nascuda el 4 de març de 1983) és una jugadora d'escacs hongaresa. Té els títols de la FIDE de Mestre Internacional (MI) i de Gran Mestra Femenina (WGM). És sis vegades campiona hongaresa femenina (2000, 2001, 2009, 2013, 2016, i 2017). Gara va competir al Campionat del Món d'escacs femení el 2018.
Gara ha participat amb l'equip hongarès a l'Olimpíada femenina d'escacs, al Campionat del món femení d'escacs per equips, al Campionat d'Europa femení d'escacs per equips i al Campionat d'Europa sub-18 femení d'escacs per equips. Va guanyar una medalla de bronze individual jugant al cinquè tauler a l'Olimpíada d'escacs femenina de 2016, celebrada a Bakú.
La seva germana és Ticia Gara, també jugadora d'escacs.